# Rohrlack
Rohrlack ist ein Ortsteil der Gemeinde Temnitztal im Landkreis Ostprignitz-Ruppin in Brandenburg. Der Ort liegt im südwestlichen Bereich der Gemeinde an der Landesstraße L 166. Unweit östlich des Ortes fließt die Temnitz, ein Nebenfluss des Rhins, nördlich verläuft die B 167. Nordwestlich erstreckt sich das rund 157 ha große Naturschutzgebiet Bückwitzer See und Rohrlacker Graben. Rohrlack hat zur Zeit 160 Einwohner.

## Geschichte

### Frühgeschichte
Rohrlack erscheint in alten Erbregistern, vormals Rorlake und Rohrlach, bestand 1525 aus dem Ort und zunächst zwei Rittergütern. Der Name des Ortes fand 1490 zuerst Erwähnung als „Rorlack“ und bezeichnet ein „mit Schilf bewachsenes, feuchtes Areal“. Der Name stammt vom mittelniederdeutschen „rorlake“.

### Gutsgeschichte
Im Kern der Ortshistorie steht die Geschichte der Gutsbesitzungen. Ort und Gut sind einer früher Besitz der Familie des Matthias von Gulen (auch Guhlen), dann des Claus von Meseberg. Beide hatten eine Ehefrau aus der alten Familie von Kröcher. Rohrlack hatte frühzeitig den Status eines kreistagsfähigen Rittergutes, war aber kein eigener Herrschaftssektor im eigentliche Sinn, sondern gehörte dann lange zum Besitzkomplex der Adelsfamilie von Quast. Ihr Besitztum im Ort Rohrlack setzt nachweislich spätestens Mitte des 17. Jahrhunderts ein. Der Generalfeldwachtmeister Albrecht von Quast-Garz-Vichel findet zuerst Erwähnung. Mit ihm beginnt eine Stammreihe seiner Familienlinie auch auf Gut Rohrlack. In direkter Erbfolge übernahmen Albrecht Johann von Quast, dessen Sohn Wolf Christoph von Quast (1681–1751), liiert mit Dorothea von Knoblauch-Ferchesar. Nachfolgend war der Major Johann Adolf Friedrich von Quast als Gutsbesitzer geführt. Zwischendurch wurde Rohrlack in zwei Gutshälften geteilt, sicher aus erblichen Gründen. Aber eine weitere Generation folgend war Leopold von Quast (1765–1842) der Herr auf Vichel, Garz, Küdow, Rohrlack, Wutzetz und Damm. Der Wirkliche Geheime Rat war vermählt mit Ernestine von Woldeck-Gnewikow. Von ihm erbte der jüngere Sohn Albrecht von Quast (1813–1872) die Rittergüter Vichel, Rohrlack, 1/2 Wutzetz und 1/2 Damm. Albrecht heiratete Ottilie von der Hagen-Nackel. Er führt die Titulatur eines Ritterschaftsrates und konnte somit die Kreditvergaben der Ritterschaftsbank an Landwirtschaftsbetriebe mitbeeinflussen und verantworten.
Um 1880 betrug die Größe des Rittergutes Rohrlack rund 343 ha. 1914 hatte das Rittergut Rohrlack 426 ha. Kurz vor der großen Wirtschaftskrise 1929/1930 beinhaltet das Rittergut Rohrlack 541 ha. Davon waren 85 ha Wald. Vor Ort war die in Nordostdeutschland im Mittelpunkt der Gutsbetriebe stehende Schafsviehwirtschaft. In den Ställen standen 907 Tiere. Als Verwalter in Rohrlack agierten H. Grüneberg und Förster W. Bülck. Rohrlack war mit Teilen von Wildberg ein gesondertes Familienfideikommiss, eine auf Stiftungsrecht basierende Regelung zur Erbsicherung des Besitzes für die eigene Familie. Eigentümer war Hans-Henning von Quast-Vichel, Rittmeister a. D. und Hauptritterschaftsdirektor. Hans-Henning von Quast gilt als bekanntester Vertreter der Familienlinie Vichel und war Ehren-Kommendator sowie Kanzler des Johanniterordens.

### Gründung des integrativen Dorfes Rohrlack
Auf den Architekten Eckhard Feddersen geht die die Umwandlung des bisher rein agrarisch genutzten Dorfes Rohrlack in ein integratives Wohnprojekt zurück. Im Jahr 1992 erwarb Feddersen eine Reihe von Häusern in Rohrlack von der Treuhand. Auf dem historischen Gutshof entstand seit 1997 gemeinsam mit dem Elternverein des Heilpädagogischen Zentrums aus Berlin-Zehlendorf ein integratives Projekt, das Wohn- und Arbeitsmöglichkeiten für Menschen mit und ohne Behinderung bietet. Von dem dort betriebenen ökologischen Landbau gehen ebenso wie vom sozialen Leben Impulse für den regionalen Naturschutz und Denkmalserhalt aus. Das Dorf erhielt mehrere Anerkennungen und Preise, darunter 2008 den 2. Preis des europaweit ausgeschriebenen Wettbewerbs „Zukunft durch gesellschaftliche Innovation“.

### Eingemeindungen
Am 30. Dezember 1997 wurde aus dem freiwilligen Zusammenschluss der bis dahin selbstständigen Gemeinden Kerzlin, Küdow-Lüchfeld, Rohrlack, Vichel und Wildberg die Gemeinde Temnitztal gebildet. Seither ist Rohrlack ein Ortsteil der Gemeinde Temnitztal.

## Sehenswürdigkeiten
In der Liste der Baudenkmale in Temnitztal ist für Rohrlack die Dorfkirche als einziges Baudenkmal aufgeführt.

## Persönlichkeiten
- Hedwig Siecke (1847–1923), Schriftstellerin, geboren in Rohrlack[5]
- Eckhard Feddersen (* 1946), Architekt